# IC 830
IC 830 ist eine Spiralgalaxie vom Hubble-Typ S mit aktivem Galaxienkern im Sternbild Großer Bär am Nordsternhimmel. Sie ist schätzungsweise 220 Millionen Lichtjahre von der Milchstraße entfernt und hat einen Durchmesser von etwa 70.000 Lichtjahren. Die Galaxie gilt als Mitglied der NGC 4686-Gruppe (LGG 300).

Im selben Himmelsareal befinden sich unter anderem die Galaxien NGC 4732, PGC 2449033, PGC 2449387, PGC 2449917.
Das Objekt wurde am 8. Juni 1890 vom US-amerikanischen Astronomen Lewis Swift entdeckt.